# Nave dei veleni
Nave dei veleni è, nell'uso comune della lingua italiana, un'espressione utilizzata in ambito giornalistico e saggistico, per indicare, in senso ampio, qualsiasi imbarcazione trasporti merce particolarmente pericolosa e nociva, in regolare servizio o in alcuni casi arenata.
Non va confusa con l'appellativo "nave a perdere" utilizzato invece esclusivamente per indicare quella fatta affondare deliberatamente dalla criminalità organizzata con il suo carico di rifiuti tossici e/o radioattivi pericolosi per l'ecosistema e per l'uomo, smaltendoli così in modo illecito.

## Alcune "navi dei veleni"
- Cavtat
- Karin B
- Deep Sea Carrier
- Klearchos
- Jolly Rosso
- Rigel